# Uskok Wairau

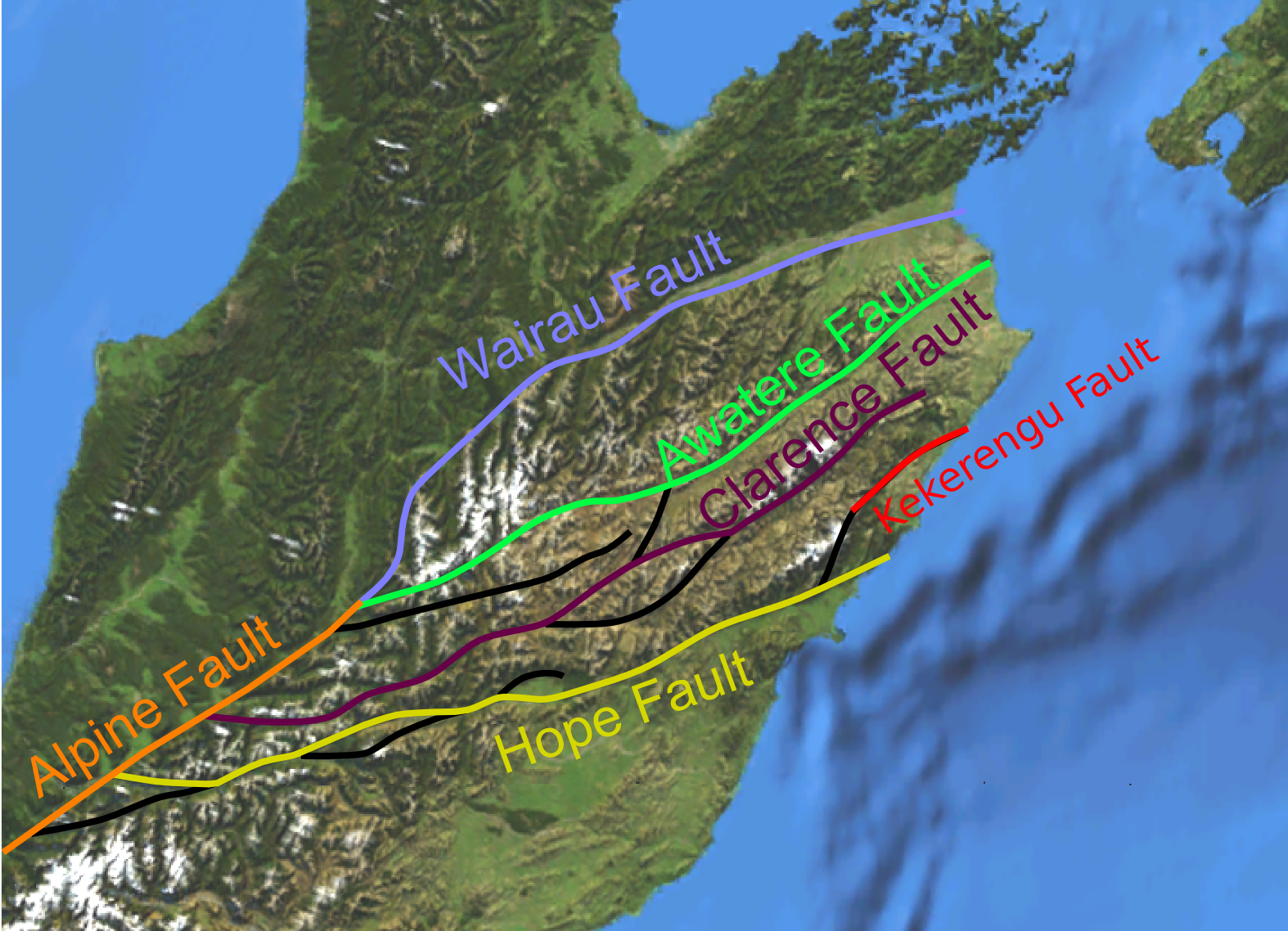
Mapa systemu uskoków Marlborough, uskok Wairau zaznaczony jest kolorem niebieskim

Uskok Wairau (ang. Wairau Fault)  – uskok dekstralny (prawoprzesuwczy), położony w północno-wschodniej części Wyspy Południowej w Nowej Zelandii, wchodzący w skład systemu uskoków Marlborough, tzw. Marlborough Fault System, który umożliwia przenoszenie przemieszczeń wzdłuż uskoku transformacyjnego, stanowiącego granicę pomiędzy płytą pacyficzną i indoaustralijską oraz pomiędzy uskokiem alpejskim a rowem oceanicznym Hikurangi Trench, położonego w strefie subdukcji .

## Przebieg

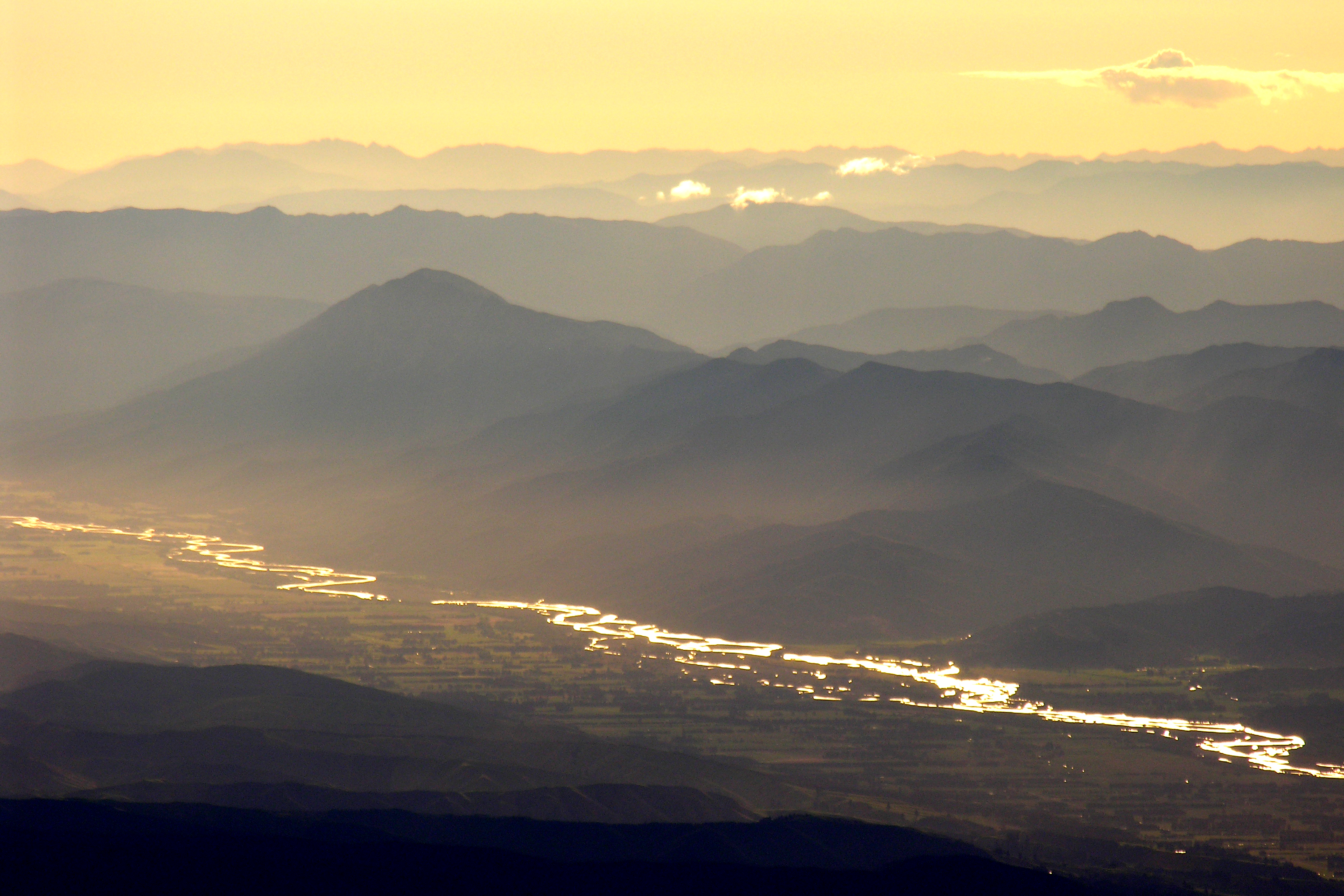
Panorama Wairau Valley, przez którą przepływa Wairau River

Uskok Wairau jest bardzo dobrze rozpoznany pod względem topograficznym. Po raz pierwszy został rozpoznany i poprawnie naniesiony na mapy przez nowozelandzkiego geologa Alexandra McKaya w 1890 roku. Dekstralny typ uskoku został rozpoznany przez geologa Harolda Wellmana w latach 50. XX wieku na podstawie przemieszczeń oraz współrzędnych uskoku . 
Uskok Wairau położony jest w północno-wschodniej części Wyspy Południowej. Rozpoczyna bieg od uskoku alpejskiego na południu . W zależności od interpretacji zaczyna się albo na południu regionu „The Bends”, albo w północnej części regionu. W pierwszym przypadku uważany jest wówczas za segment tektoniczny uskoku alpejskiego, w drugim zaś – za osobny uskok . Ciągnie się w kierunku północnym na odcinku 130 km. W zachodniej części uskok biegnie w postaci jednej nitki, która rozdziela się na dwie w dolinie Wairau . Rozciąga się wzdłuż doliny rzeki Wairau, od której bierze nazwę . Uskok Wairau kończy się w pobliżu miejscowości Renwick około 15 km od Cieśniny Cooka w zatoce Cloudy Bay . 

## Aktywność sejsmiczna
Uskok Wairau jest jednym z najbardziej aktywnych uskoków na Wyspie Południowej, w których odnotowano aktywność w okresie ostatnich 10 tys. lat . Datowanie radiowęglowe przeprowadzone na podstawie osadów sedymentacyjnych pochodzących z terasy rzecznej sugerują, że uskok Wairau od roku 5610 BP przemieścił się o około 23 m. Szacunkowa prędkość przesuwania się uskoku wynosi około 3-5 mm/rok. Pojedyncze, duże trzęsienia ziemi powodowały przesunięcie uskoku o 5-7 m. Badania geologiczne wykazały, że w ciągu tego okresu doszło do czterech dużych pęknięć. Ostatnie duże trzęsienie ziemi nastąpiło około roku 2301-1811 BP. Szacowany przedział czasowy pomiędzy dużymi trzęsieniami ziemi wynosi od 1150 do 1400 lat. Uważa się, że uskok Wairau zbliża się do końca okresu przerwy między dużymi trzęsieniami ziemi i ponowne wystąpienie tego zdarzenia jest stosunkowo realne . 

### Trzęsienie ziemi z 1848 roku
W 1848 roku doszło do dużego trzęsienia ziemi w Marlborough o szacowanej magnitudzie 7,4° w skali Richtera . Początkowo uważano, że trzęsienie ziemi skoncentrowało się na wschodnim krańcu uskoku Awatere, który biegnie równolegle do uskoku Wairau. Późniejsze badania wykazały, że trzęsienie ziemi skoncentrowało się w dolnym odcinku doliny Wairau. Mimo że trzęsienie ziemi skoncentrowało się wzdłuż biegu uskoku Wairau, nie było spowodowane jego ruchem, lecz ruchem sąsiedniego uskoku Awatere .